# Gadong-Kloster
Gadong-Gompa  bzw. das Gadong-Kloster (tibet. dga' gdong dgon; chinesisch 噶東寺 / 噶东寺, Pinyin Gadong si; engl. Gadong Monastery) ist ein buddhistisches Kloster der Kadam-Schule im Kreis Tölung Dechen von Lhasa des Autonomen Gebiets Tibet der Volksrepublik China.
Es wurde im 11. Jahrhundert von Zingpo Sherepa gegründet und wurde der Sitz eines bedeutenden Orakels, in einer Meditationshöhle erschien Tsongkhapa Manjughosa.